# Американский университет Антигуа
Американский университет Антигуа (англ. American University of Antigua, АУА) — частный медицинский университет, расположенный на Антигуа и Барбуде.

## История
Соучредителем университета был Нил С. Саймон, юрист и бывший президент Университета Росс. Университет начал обучение в 2002 году. В 2008 году базирующаяся в Бангалоре Manipal Education and Medical Group (MEMG) выкупила университет у находящейся в Нью-Йорке компании Greater Caribbean Learning Resources, Inc. и основала Manipal Education Americas, LLC. В 2006 году Медицинский университет был одобрен Департаментом образования штата Нью-Йорк, а в 2011 году признан Медицинским советом Калифорнии. 

## Аккредитации и согласования
Медицинский колледж полностью аккредитован «Карибским органом по аккредитации образования в области медицины и других медицинских специальностей» (CAAM-HP).
Медицинский колледж внесен во Всемирный справочник медицинских школ.
В 2011 году Медицинский совет Калифорнии признал Американский университет Антигуа. Университет был одобрен Департаментом образования штата Нью-Йорк (NYSED), чтобы позволить студентам пройти более 12 недель клинической практики в штате Нью-Йорк. АУА — одна из восьми карибских медицинских школ, утвержденных NYSED.
В 2015 году доступ к Федеральной программе прямого студенческого кредитования был предоставлен американским студентам из этого университета.

## Кампус

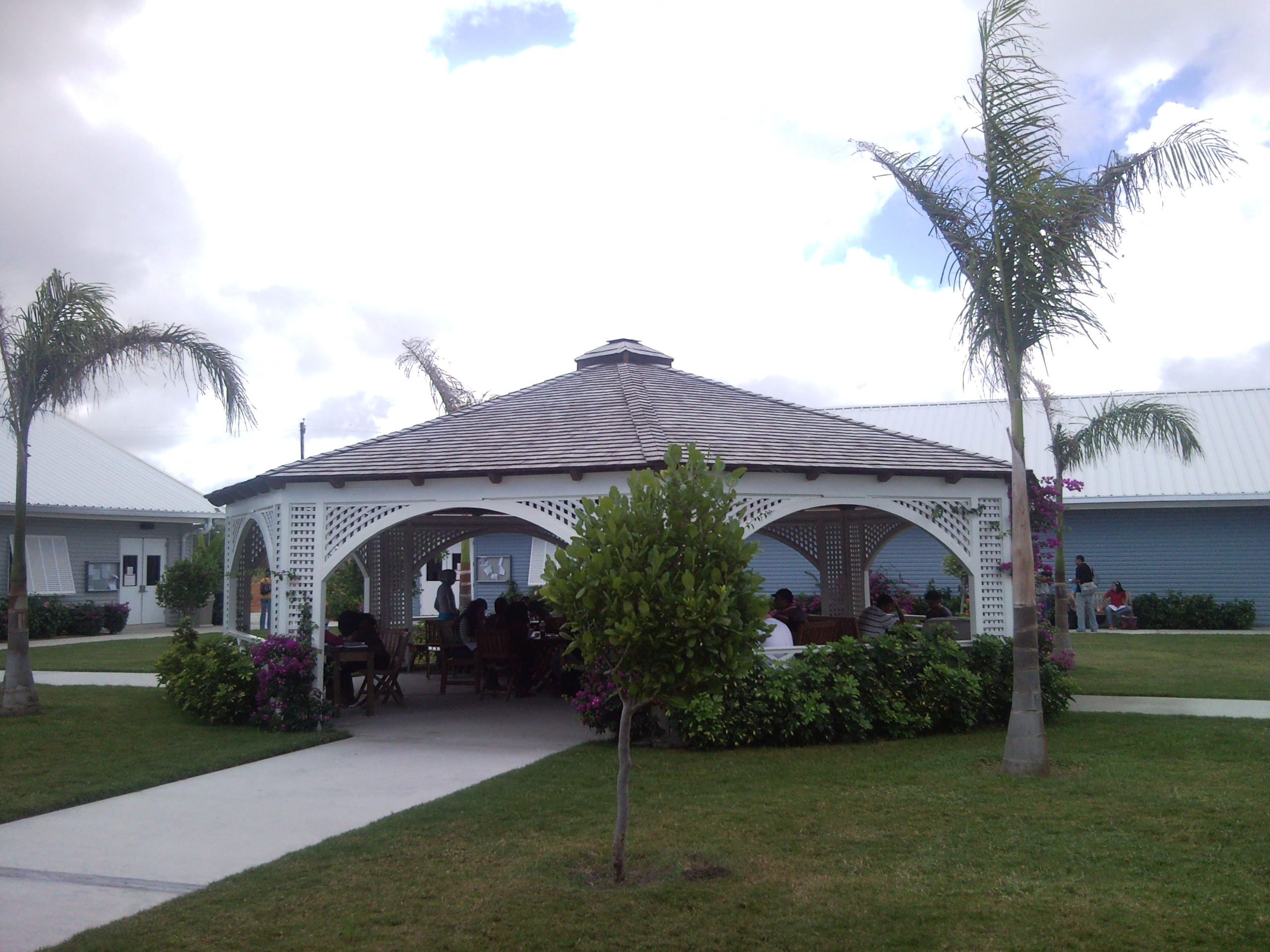
Университетский кампус

В январе 2010 года АУА открыл свой кампус размером 17-акров (68 796,55917400000 м2). Объект стоимостью 60 миллионов долларов включает в себя более 75 000 квадратных футов (6967,7280000000000 м2) аудиторий, симуляционной лаборатории, многоэтажной библиотеки, учебных кабинетов, амфитеатра, внутреннего двора, спортзала, теннисных кортов, административных и факультетских офисов.
В августе 2011 года АУА объявил о планах расширения кампуса за 18 миллионов долларов. В результате расширения, кампус увеличится до 27-акров (109 265,12339400000 м2).

## Соглашения
В 2013 году университет подписал соглашение о присоединении к Медицинскому колледжу имени Герберта Вертхайма Международного университета Флориды, которое позволяет студентам-клиницистам АУА проходить основные клинические ротации в столичном районе Майами.